# 澳大利亚同性婚姻
澳洲同性婚姻於2017年12月9日全國合法化。

## 歷史
2004年1月1日，塔斯馬尼亞州率先以法律認可同性間的民事結合，包括收養子女的權利。
澳洲自由黨籍前总理約翰·霍華德（1996-2007）執政期間，一直長期反對同性婚姻。爾後在澳大利亞工黨執政（2007-2013）期間，反對同性婚姻也一直是工黨政府的立場，直至2013年才逐漸改變。
2013年10月22日，澳大利亞首都特區議會通過婚姻平等法(The Marriage Equality Act)，使其同性婚姻正式合法化，成為澳大利亞第一個承認同性婚姻的地區。時任自由黨籍長期強烈反對同性婚姻的總理(Tony Abbott)表示，將循求以合法權力廢止該特區同性婚姻法案，但2011年澳大利亞新法通過後，艾伯特要以合法權力廢止首都特區同性婚姻法案面臨不小困難與風險。
爾後在2013年12月12日澳洲高等法院裁定，同性婚姻合法應交由國會決定，地方政府無權通過，推翻澳大利亞首都特區婚姻平等法，27對結婚的同性伴侶婚姻宣告無效。
此後澳洲便陷入了同婚合法與否的爭執當中，即使鄰國紐西蘭開放同性婚姻，澳洲政府仍不為所動，與歐美其他國家比較下，澳洲政府在同婚的立場上顯得有些裹足不前。

2016年改選後的國會中，小黨中的綠黨成員全部支持同性婚姻，工黨參眾兩院議員支持同性婚姻的成員也居多，而向來被視為保守的自由黨國家黨聯盟在自由黨籍總理麥肯·布萊·滕博爾（Malcolm Bligh Turnbull）帶領下，其支持同性婚姻合法化的勢力也開始急速茁壯。
另外在此之前澳大利亞的塔斯馬尼亞州也曾兩度發起過同性婚姻提案，但最終都遭到封殺而沒成功。國會眾議院也曾表決相關法案，但未獲通過。
在2017年12月9日同性婚姻於澳大利亞獲得聯邦法律的正式認可之前，在州級別上，塔斯馬尼亞州、維多利亞州、新南威爾斯州、昆士蘭州、澳大利亞首都特區及南澳州已先後通過民事結合的法案，而西澳洲則承認事實同性伴侶關係。

## 同婚法案正式通過
澳洲統計局受政府委託，於2017年9月12日至11月7日進行全國自願性同性婚姻郵寄調查，於11月15日公布參與郵寄調查的澳洲公民61.6%支持同性婚姻。
同年11月30日，澳洲參議院以43票支持，12票反對，三讀通過同性婚姻合法化。12月7日，澳洲眾議院以136票支持，4票反對，9票棄權三讀通過參議院版本的同性婚姻法，澳洲成為全球第25個同婚合法化的國家。翌日由澳洲總督代表英國女王簽署，正式於同年12月9日生效。按澳洲婚姻法，結婚當事人須於結婚日30天前向官方提出申請，所以除非獲得特許可以提前結婚的個案，一般澳洲聯邦政府官方合法承認的本國同性婚姻於2018年1月9日起執行。

## 外部連結
- Recognition of same-sex relationships - an international and comparative perspective.
- PM joins opposition to gay marriage as cleric's election stalls (Sydney Morning Herald) （页面存档备份，存于）
- Latham promises same sex rights (The Age) （页面存档备份，存于）
- Labor Right sinks same-sex scheme (The Age) （页面存档备份，存于）
- Latham flirts with prejudice over gay marriage ban (Greens media release) （页面存档备份，存于）
- Same-sex wedding fever (Sydney Morning Herald) （页面存档备份，存于）
- Love, honour and gay (The Bulletin)